# Fritz Fischer
Fritz Fischer (5 de marzo de 1908 - 1 de diciembre de 1999) fue un historiador alemán conocido por su análisis de las causas de la Primera Guerra Mundial. A principios de la década de 1960, Fischer planteó la controvertida tesis de que la responsabilidad del estallido de la guerra recaía únicamente sobre la Alemania imperial. Las afirmaciones antirrevisionistas de Fischer conmocionaron al gobierno de Alemania Occidental y al establishment histórico, ya que hacían a Alemania culpable de ambas guerras mundiales, desafiando la creencia nacional en la inocencia de Alemania y convirtiendo su historia reciente en una de conquista y agresión.
Fischer fue nombrado en la Enciclopedia de Historiadores y Escritos Históricos como el historiador alemán más importante del siglo XX.En 1984, fue elegido miembro honorario de la Asociación Histórica Estadounidense.

## Biografía
Fischer nació en Ludwigsstadt, Baviera.Su padre era inspector de ferrocarriles.Educado en escuelas secundarias en Ansbach y Eichstätt, Fischer asistió a la Universidad de Berlín y la Universidad de Erlangen, donde estudió historia, pedagogía, filosofía y teología.Fischer se unió al Partido Nazi en 1939 y abandonó el partido en 1942.Las principales influencias tempranas de Fischer fueron la oposición hegeliana-rankeana estándar típica de la profesión histórica alemana anterior a 1945 y, como tal, los primeros escritos de Fischer tenían una fuerte inclinación hacia la derecha.Esta influencia se reflejó en los primeros libros de Fischer, biografías de Ludwig Nicolovius, un importante reformador educativo prusiano del siglo XIX y de Moritz August von Bethmann-Hollweg, el ministro de Educación prusiano entre 1858 y 1862.
En 1942, Fischer obtuvo una cátedra en la Universidad de Hamburgo y se casó con Margarete Lauth-Volkmann, con quien tuvo dos hijos. Sirvió en la Wehrmacht durante la Segunda Guerra Mundial. Después de ser liberado de un campo de prisioneros de guerra en 1947, continuó como profesor en la Universidad de Hamburgo, donde permaneció hasta su jubilación en 1978. Fue nombrado miembro honorario de la Asociación Histórica Estadounidense en 1984.

## Teórico y autor

### Nacionalsocialismo
Después de la Segunda Guerra Mundial, Fischer revaluó sus creencias previas y decidió que las explicaciones populares del nacionalsocialismo ofrecidas por historiadores como Friedrich Meinecke en las que Adolf Hitler era simplemente un Betriebsunfall (un "accidente ocupacional", que significa "una traba en el mecanismo") de la historia eran inaceptables.En 1949, en el primer Congreso de Historiadores Alemanes de posguerra en Munich, Fischer criticó fuertemente la tradición luterana en la vida alemana, acusando a la iglesia luterana de glorificar al estado a expensas de las libertades individuales y, por lo tanto, ayudar a generar la Alemania nazi.Fischer se quejó de que la iglesia luterana había glorificado durante demasiado tiempo al estado como una institución divinamente sancionada que no podía hacer nada malo, y así allanó el camino para el nacionalsocialismo. Fischer rechazó el argumento entonces popular en Alemania de que la Alemania nazi había sido el resultado del Tratado de Versalles, y en su lugar argumentó que los orígenes de la Alemania nazi fueron anteriores a 1914 y fueron el resultado de ambiciones de larga data de la élite de poder alemana.

### Tesis de Fischer
En la década de 1950, Fischer examinó los archivos del gobierno alemán imperial (los que estaban disponibles en ese momento) relacionados con la Primera Guerra Mundial. (Esto ya lo habían hecho Karl Kautsky, el profesor Walther Schucking y el conde Max Montgelas, cuyos hallazgos se publicaron en Charlottenburg en noviembre de 1919 en una colección conocida como los "Documentos Kautsky". Este libro se publicó en inglés en 1924 con el título Outbreak of the World War. Otro libro del conde Montgelas, The Case for the Central Powers, se publicó en Londres al año siguiente).
En 1961, Fischer, que para entonces había ascendido al rango de profesor titular en la Universidad de Hamburgo, sacudió la profesión de historia con su primer libro de posguerra, Griff nach der Weltmacht: Die Kriegszielpolitik des kaiserlichen Deutschland 1914-1918, en el que argumentó que Alemania había instigado deliberadamente la Primera Guerra Mundial en un intento de convertirse en una potencia mundial. En este libro, que se ocupaba principalmente del papel desempeñado en la formación de la política exterior alemana por los grupos de presión internos, Fischer argumentó que varios grupos de presión en la sociedad alemana tenían ambiciones de una política imperialista agresiva en Europa del Este, África y Oriente Medio.En opinión de Fischer, el "Programa de Septiembre" de septiembre de 1914 que pedía la anexión de partes de Europa y África era un intento de compromiso entre las demandas de los grupos de presión en la sociedad alemana para una expansión territorial de amplio alcance.Fischer argumentó que el gobierno alemán utilizó la Crisis de julio causada por el asesinato del Archiduque Francisco Fernando en el verano de 1914 para llevar a cabo planes de guerra contra la Doble Entente para crear Mitteleuropa, una Europa dominada por Alemania, y Mittelafrika, un África dominada por Alemania.Aunque Fischer argumentó que el gobierno alemán no quería una guerra con el Imperio Británico, estaban dispuestos a correr el riesgo en pos de la anexión y la hegemonía.
El historiador estadounidense Klaus Epstein opinó, en su reseña del libro de Fischer publicado en octubre de 1962, que Fischer dejó obsoleto instantáneamente todo libro publicado previamente sobre el tema de la responsabilidad por la Primera Guerra Mundial y los objetivos alemanes en esa guerra.La posición de Fischer sobre la responsabilidad alemana en la Primera Guerra Mundial se ha conocido como la "tesis Fischer".

## Críticas
Fischer causó una profunda controversia con sus libros, particularmente en Alemania Occidental. Sus argumentos causaron tanta animadversión que las oficinas de su editor en Hamburg fueron objeto de un atentado con bomba. Sus obras inspiraron a otros historiadores, como Gerhard Ritter, a escribir libros y artículos en respuesta directa a su tesis sobre la responsabilidad de la guerra.
Algunos críticos indican que Fischer sitúa a Alemania fuera del contexto histórico propio. Alemania no era la única potencia agresiva de entre las naciones europeas de comienzos del siglo XX, un tiempo en el que las ideas darwinistas de supervivencia del más fuerte eran populares entre los círculos gobernantes europeos. La línea de tiempo de Fischer ha sido también criticada por inexacta. El "Programa de septiembre" de Hollweg que remarca el deseo de guerra de Alemania, no se produce hasta que la guerra ha comenzado, en un momento en que Alemania todavía está desarrollándola con éxito. Al mismo tiempo, otras potencias habían trazado planes de una grandiosidad similar.
Tras la muerte de Fischer en 1999 se ha revelado que había engañado al público acerca de su proximidad al régimen nazi (había negado ser un seguidor nazi). Se ha comprobado que tras la Primera Guerra Mundial fue miembro de los Freikorps (unidades paramilitares de extrema derecha) durante algunos años ("Bund Oberland"). En 1933 se afilió a las SA y en 1937 al NSDAP.

## Obras
- Moritz August von Bethmann-Hollweg und der Protestantismus, 1938.
- Ludwig Nikolvius: Rokoko, Reform, Restauration, 1942.
- Griff nach der Weltmacht: die Kriegszielpolitik des Kaiserlichen Deutschland, 1914–18, 1961.
- Krieg der Illusionen: Die deutsche Politik von 1911 bis 1914, 1969.
- Bündnis der Eliten: Zur Kontinuität der Machstrukturen in Deutschland, 1871–1945, 1979.
- Hitler war kein Betriebsunfall: Aufsätze, 1992.